# Train to the End of the World
Train to the End of the World (jap. 終末トレインどこへいく？ Shūmatsu Train Doko e Iku?) ist eine Manga- und Anime-Serie, deren Konzept von apogeego entwickelt wurde. Der von Torimura gezeichnete Manga startete im März 2024 kurz vor der auch international veröffentlichten Fernsehserie im April 2024.

## Inhalt
Eines Tages löst die in Ikebukuro lebende Schülerin Yōka Nakatomi das 77.777 Ticket der Bahn und gewinnt damit die Möglichkeit, den Start des 7G-Netzes auszulösen. Als das noch überraschte Mädchen den Knopf dafür drückt, gerät das Raum-Zeit-Gefüge durch die für schnelle Kommunikation entwickelte Technologie aus den Fugen. Zwischen den Ortschaften und Stadtteilen Japans tun sich enorme Entfernungen auf, Menschen verschwinden und Erwachsene verwandeln sich in anthropomorphe Tiere. Elektrizität gibt es kaum noch und die Verbindung zwischen den Orten wird durch wenige Konvois aufrechterhalten.
Zwei Jahre nach der Katastrophe leben die Schülerin Shizuru Chikara und ihre Freundinnen Akira Shinanome, Nadeshiko Hoshi und Reimi Kuga im Landort Hannō, in dem sich die Bewohner an ihrem 21. Geburtstag in Tiere verwandeln. Nachdem eine Nachricht ihnen Hoffnung gibt, dass ihre alte Freundin Nakatomi in Ikebukuro noch lebt, machen sie sich mit dem kleinen Triebwagen im Bahnhof auf den Weg dorthin. Der sonst scheinbar verrückt und zum Sprechen unfähig gewordene Zugführer Zenjirou Taira kann Shizuru in einem lichten Moment erklären, wie der Zug funktioniert. So beginnt ihre Reise über einen unbekannt langen Weg der ausgedehnten Seibu Ikebukuro-Linie und durch unbekannte Landschaft, in deren Natur ihnen immer wieder Gefahren drohen. Auch haben sie kaum genug Proviant für alle vier eingepackt und müssen sich unterwegs versorgen.

## Veröffentlichungen
Das Franchise wurde im Oktober 2022 erstmals als Anime-Projekt angekündigt und entstand nach Ideen von apogeego und Designs von namo. Eine Woche vor Start der Animeserie begann die Veröffentlichung einer Umsetzung der Geschichte als Manga auf der Website KadoComi des Verlags Kadokawa Shoten. Die Adaption wird von Torimura gezeichnet.
Die Animeserie entstand bei Studio EMT Squared unter der Regie von Tsutomu Mizushima. Die Drehbücher schrieb Michiko Yokote. Das Charakterdesign wurde von Asako Nishida für die Animationen adaptiert. Die künstlerische Leitung lag bei Masanobu Nomura und für die Kameraführung war Jiro Tazawa verantwortlich. Die Tonregie führte Tsutomu Mizushima.
Die zwölf Folgen mit je 23 Minuten Laufzeit wurden vom 1. April bis zum 24. Juni 2024 von den Sendern AT-X, Tokyo MX, KBS Kyoto, Sun TV und BS11 in Japan gezeigt. Die Ausstrahlung der letzten Folge verzögerte sich um eine Woche aus Produktionsgründen. Parallel dazu fand die internationale Veröffentlichung unter dem Titel Train to the End of the World bei Crunchyroll statt. Die Veröffentlichung per Streaming geschah mit japanischem Ton und Untertiteln unter anderem auf Deutsch, Englisch, Frankzösisch und Spanisch.

### Synchronisation
| Rolle           | japanischer Stimme (Seiyū) |
| --------------- | -------------------------- |
| Nadeshiko Hoshi | Azumi Waki                 |
| Shizuru Chikura | Chika Anzai                |
| Reimi Kuga      | Erisa Kuon                 |
| Akira Shinonome | Hina Kino                  |
| Zenjirō         | Kazuyuki Okitsu            |
| Mito Kuroki     | Konomi Kohara              |
| Yōka Nakatomi   | Nao Tōyama                 |

### Musik
Die Musik der Serie komponierte Miho Tsujibayashi. Das Vorspannlied ist Ga-Tan Go-Ton von Rei Nakashima und für den Abspann verwendete man das Lied Eureka von Rokudenashi.